# Желез Попов
Желез Георгиев Попов е български търговец и политик, консерватор.

## Биография
Не е известно къде и кога е роден. От 1871 до 1877 г. е член на Общинския съвет в Хаджиоглу Пазарджик (днес Добрич). Между 1874 и 1877 г. е член на Смесения съвет на казата. След Руско-турската война от 1877 – 1878 г. е пръв председател на Градския съвет на града. От 1878 до 1879 г. е председател на Окръжния съвет. В три периода е кмет на Добрич (1883 – 1884, 1885 – 1888 и 1888 – 1894). Влиза в Учредителното събрание „по звание“ като председател на Окръжния съвет. Народен представител в I ВНС и IV ВНС. Първоначално е консерватор, но впоследствие става близък до Драган Цанков и Стефан Стамболов.